# Национално знаме на Швеция
Знамето на Швеция е създадено в настоящия си вид около 1500 г. Счита се, че за основа са използвани жълтите корони върху синьо поле от герба на Швеция, оформени като Скандинавски кръст по примера на датското знаме Данебруг. Общата форма на знамената на държавите от калмарската уния е запазена и до днес в знамената на Дания, Исландия, Норвегия, Швеция, Финландия, Шетландските острови, Фарьорските острови.

## Официално определение
Съгласно шведски закон 269/1982, знамето се изпълнява в пропорции 10:16 (височина:ширина). Вътрешните сини полета са с размер 4:5, външните полете – 4:9, а жълтите ивици на кръста са съответно 2:16 и 10:2 (ширината е равна на половината от височината на сините полета).
Съгласно шведски закон 826/1983, съгласно Натуралната цветна система цветовете са следните:
- жълто – NCS 0580-Y10R
- синьо – NCS 4055-R95B.

## История
През 1810 г. Жан-Батист Бернадот, маршал на Франция, получава покана да стане наследник на бездетния шведски крал Карл XIII. На 5 ноември той е осиновен като Карл Йохан. Като кронпринц и регент той провежда външна политика, ориентирана към присъединяване на Норвегия като компенсация на Финландия, загубена през 1809 г. в резултат на Руско-Шведската война. През 1818 г., с възкачването си на шведския трон като Карл IV Йохан Шведски (и ставайки основател на днешната шведска кралска династия), той завършва процеса приемайки също титлата крал на Норвегия (като Карл III Йохан Норвежки).
Неговия син Оскар I въвежда нови флагове, които символизират съюза и равнопоставеността на двете кралства. Горния ляв ъгъл на шведския и норвежкия флагове са заменени с елемент, комбиниращ лявата и дясната страна на шведския с горната и долната страни на норвежкия флаг.